# 山本瑚々南
山本 瑚々南（やまもと ここな、2000年10月8日 - ）は、日本のモデル、女優。元プラチナムプロダクション所属。

## 来歴・人物
2015年6月、アイドルグループ「FYT」の教育実習生、クレオ・ココナとしてステージデビュー。
2015年12月23日に、渋谷TSUTAYA O-WESTにて行われたFYT教育実習生「1stワンマンコンサート〜はじめの4歩〜」にて、グループ名が「閃光ロードショー」に決定メジャーデビュー。
2017年2月12日の6thワンマンライブ『閃とヒカリの神隠し』をもってグループ卒業。2年間のアイドル活動を終了し「アイドル以外のことに挑戦して、自分を試したい」ことを卒業理由に述べている。
ミスiD2018セミファイナリスト。高校卒業をきっかけに水着を解禁し、2019年5月24日、mysta主催ミスジェニック2019ファイナリスト選出。6月2日、初代ミスジェニック準グランプリに輝き『週刊プレイボーイ賞』も受賞した。

## 人物
台湾と日本のクォーター。2022年時点で喫煙者。
2021年には18歳からラウンジで勤務していることを質問箱を通じてツイート。事務所は退所していないものの、事実上こちらが本業となっている。

## 出演

### テレビ
- 神ちゅーんず 〜鳴らせ!DTM女子〜（2019年、朝日放送テレビ）
- とれたてミスジェニック（2019年7月3日 - 9月24日、TOKYO MX）[12][13]

### 映画
- わかれうた（2017年6月7日、監督：黒木瞳）
- わたしに××しなさい!（2018年6月23日、ティ・ジョイ）
- 走れ!T校バスケット部（2018年11月3日、東映）
- 地獄少女（2019年11月15日、GAGA）

### 東京ガールズコレクション
- TGC BEACH 2019　(2019年8月9日)
- TGC teen 2019 WINTER（2019年12月25日）

### ウェブテレビ
- 今日、好きになりました。第13弾オーストラリア編（2018年11月26日 ‐ 12月24日、AbemaTV）[14]
- イマっぽTV（2019年、AbemaTV）
- ドラマ「死幽学旅行」

（2021年3月 - 7月、smash.）佐々木渚 役

### 舞台
- 劇団ドリームプリンセス「13月の女の子」（2017年1月25日 - 2月5日、新宿村LIVE）

### CM
- SNOW CM
- adidas web CM
- 花王 春のしあわせ咲く咲くフェア
- カラコン ルナbyクオーレ レジーナシリーズ イメージモデル

### ミュージックビデオ
- GENERATIONS from EXILE TRIBE「DREAMERS」(2019年8月28日）

## 作品

### 音楽配信
- チアわせムービー（2019年9月5日、ポニーキャニオン） - ミスジェニックとして[15]

### デジタル写真集
- ここなっつロマンス（2019年6月24日、週刊プレイボーイ）